# Chamoux-sur-Gelon
Chamoux-sur-Gelon is een gemeente in het Franse departement Savoie (regio Auvergne-Rhône-Alpes) en telt 678 inwoners (1999). De plaats maakt deel uit van het arrondissement Chambéry.

## Geografie
De oppervlakte van Chamoux-sur-Gelon bedraagt 10,7 km², de bevolkingsdichtheid is 63,4 inwoners per km².
De onderstaande kaart toont de ligging van Chamoux-sur-Gelon met de belangrijkste infrastructuur en aangrenzende gemeenten.

## Demografie
Onderstaande figuur toont het verloop van het inwonertal (bron: INSEE-tellingen).